# 홍동중학교
홍동중학교(洪東中學校)는 대한민국 충청남도 홍성군 홍동면 구정리에 있는 공립 중학교이다.

## 학교 연혁
- 1971년 1월 16일 : 학교 설립 인가
- 1971년 3월 11일 : 개교
- 1995년 3월 1일 : 특수학급 인가(10학급)
- 2018년 3월 1일 : 학급 편성(8(2)학급)
- 2024년 1월 5일 : 제51회 졸업식(43명, 연인원 6,921명)
- 2024년 3월 4일 : 신입생 35명 입학(재학생 105명)

## 참고 자료
- 홍동중학교 - 한국교육학술정보원 학교알리미